# Beaufort (Jura)
Beaufort és un municipi francès situat al departament del Jura i a la regió de Borgonya - Franc Comtat. L'any 2007 tenia 997 habitants.

## Demografia

### Població
El 2007 la població de fet de Beaufort era de 997 persones. Hi havia 425 famílies de les quals 134 eren unipersonals (47 homes vivint sols i 87 dones vivint soles), 134 parelles sense fills, 118 parelles amb fills i 39 famílies monoparentals amb fills.
La població ha evolucionat segons el següent gràfic:
Habitants censats

### Habitatges
El 2007 hi havia 522 habitatges, 437 eren l'habitatge principal de la família, 50 eren segones residències i 35 estaven desocupats. 452 eren cases i 70 eren apartaments. Dels 437 habitatges principals, 335 estaven ocupats pels seus propietaris, 85 estaven llogats i ocupats pels llogaters i 17 estaven cedits a títol gratuït; 4 tenien una cambra, 23 en tenien dues, 67 en tenien tres, 148 en tenien quatre i 195 en tenien cinc o més. 361 habitatges disposaven pel capbaix d'una plaça de pàrquing. A 216 habitatges hi havia un automòbil i a 173 n'hi havia dos o més.

### Piràmide de població
La piràmide de població per edats i sexe el 2009 era:
| Homes | Edats   | Dones |
| ----- | ------- | ----- |
| 0     | 95 o +  | 4     |
| 8     | 90 a 94 | 8     |
| 4     | 85 a 89 | 8     |
| 0     | 80 a 84 | 12    |
| 16    | 75 a 79 | 28    |
| 24    | 70 a 74 | 20    |
| 32    | 65 a 69 | 40    |
| 32    | 60 a 64 | 16    |
| 16    | 55 a 59 | 48    |
| 32    | 50 a 54 | 20    |
| 52    | 45 a 49 | 40    |
| 16    | 40 a 44 | 44    |
| 32    | 35 a 39 | 36    |
| 32    | 30 a 34 | 8     |
| 28    | 25 a 29 | 36    |
| 32    | 20 a 24 | 12    |
| 20    | 15 a 19 | 32    |
| 20    | 10 a 14 | 36    |
| 24    | 5 a 9   | 24    |
| 24    | 0 a 4   | 12    |

## Economia
El 2007 la població en edat de treballar era de 580 persones, 429 eren actives i 151 eren inactives. De les 429 persones actives 394 estaven ocupades (225 homes i 169 dones) i 36 estaven aturades (13 homes i 23 dones). De les 151 persones inactives 51 estaven jubilades, 47 estaven estudiant i 53 estaven classificades com a «altres inactius».

### Ingressos
El 2009 a Beaufort hi havia 459 unitats fiscals que integraven 1.048 persones, la mediana anual d'ingressos fiscals per persona era de 17.563 €.

### Activitats econòmiques
Dels 66 establiments que hi havia el 2007, 3 eren d'empreses extractives, 1 d'una empresa alimentària, 4 d'empreses de fabricació d'altres productes industrials, 8 d'empreses de construcció, 17 d'empreses de comerç i reparació d'automòbils, 4 d'empreses de transport, 6 d'empreses d'hostatgeria i restauració, 2 d'empreses financeres, 2 d'empreses immobiliàries, 7 d'empreses de serveis, 7 d'entitats de l'administració pública i 5 d'empreses classificades com a «altres activitats de serveis».
Dels 23 establiments de servei als particulars que hi havia el 2009, 1 era una oficina d'administració d'Hisenda pública, 1 gendarmeria, 1 oficina de correu, 2 tallers de reparació d'automòbils i de material agrícola, 2 guixaires pintors, 4 fusteries, 1 lampisteria, 3 perruqueries, 7 restaurants i 1 agència immobiliària.
Dels 5 establiments comercials que hi havia el 2009, 2 eren botigues de més de 120 m², 1 una botiga de menys de 120 m², 1 una peixateria i 1 una botiga de material de revestiment de parets i terra.
L'any 2000 a Beaufort hi havia 17 explotacions agrícoles que ocupaven un total de 392 hectàrees.

## Equipaments sanitaris i escolars
El 2009 hi havia 1 farmàcia i 1 ambulància.
El 2009 hi havia una escola elemental.

## Poblacions més properes
El següent diagrama mostra les poblacions més properes.